# Противостояние: Принуждение к миру
Противостояние: Принуждение к миру — компьютерная игра в жанре стратегии в реальном времени, разработанная компанией Red Ice и изданная компанией Руссобит-М 12 декабря 2008 года.
Игра получила преимущественно негативные отзывы.

## История создания
Подготовительный этап разработки начался во время войны в августе 2008 г., разработка игры закончилась в ноябре того же года. Разработчикам оказывали содействие участники реальных событий августа 2008 года. Многие юниты и объекты воспроизведены по материалам фотофиксации в Абхазии и Южной Осетии. Саундтрек к игре, по мотивам творчества Ю.Клинских («Пора домой» Сектор Газа), создан рок-группой the Hellzippies.

## Технические особенности
Технически игра является копией игры Sudden Strike 2 (Противостояние 4) 2002 года выпуска.
Максимальное разрешение экрана игры 1024x768. Стандартная игровая локация представляет собой изометрическую проекцию в 256х256 игровых ячеек (тайлов). На игровой локации одновременно может находиться и взаимодействовать до 2000 юнитов, не считая объектов.

## Игровые особенности
- Игра за обе стороны конфликта
- Местности Северного Кавказа и Европы
- Комплексные военные сооружения (системы ПРО, дальнего обнаружения и др.)
- Боевые ракетные корабли, оснащённые ПКР «Малахит», «Гарпун» и крылатыми ракетами «Томагавк»
- Беспилотные летательные аппараты
- Армии Абхазии, Грузии, Польши, США, Великобритании, Германии и России.

## Оформление обложки
- Рисунок на обложке диска напоминает об инциденте с галстуком Саакашвили, произошедшим 16 августа 2008 года.

## Отзывы
| Русскоязычные издания | Русскоязычные издания |
| Издание               | Оценка                |
| --------------------- | --------------------- |
| Absolute Games        | 1/100                 |
| «Игромания»           | 0,5/10                |

Игра получила резко негативные отзывы в профильной прессе.
Илья Янович, рецензент журнала «Игромания» отметил, что «„Принуждение к миру“ — то же самое „Противостояние“, что и десять лет назад, причём вообще без изменений» и к недостаткам причислил мутную спрайтовую графику, примитивную тактику, жесткую зависимость исхода сражений от количества юнитов, а не от действий игрока, а также вылеты игры.
Михаил 'Xirurg' Хромов, рецензент портала AG.ru, написал, что «про „Принуждение к миру“ нельзя сказать классическое „хотели как лучше“. Это очевидный и дешёвый треш, открыто спекулирующий на текущей международной обстановке и „имперском сознании“ россиян».